# När den evigt klara morgon gryr
När den evigt klara morgon gryr (originaltitel: When the Roll Is Called Up Yonder) är en sång med text och musik från 1893 av James M Black och översatt 1897 till svenska av John Appelberg.
Sångaren Artur Erikson spelade in en skiva med samma namn, När den evigt klara morgon gryr (album).

## Publicerad i
- Musik till Frälsningsarméns sångbok 1907 som nr 383.
- Samlingstoner 1919 som nr 237 under rubriken "Hemlandssånger".
- Frälsningsarméns sångbok 1929 som nr 478 under rubriken "De yttersta tingen och himmelen".
- Segertoner 1930 som nr 361.
- Segertoner 1960 som nr 361.
- Frälsningsarméns sångbok 1968 som nr 553 under rubriken "Evighetshoppet".
- Psalmer och Sånger 1987 som nr 750 under rubriken "Framtiden och hoppet - Himlen".[2]
- Segertoner 1988 som nr 668 under rubriken "Framtiden och hoppet - Himlen".[1]
- Frälsningsarméns sångbok 1990 som nr 700 under rubriken "Framtiden och hoppet".